# Coaliția Democratică (Ungaria)
Coaliția Democratică (în maghiară Demokratikus Koalíció [ˈdɛmokrɒtikuʃ ˈkoɒliːt͡sioː], acronim DK [ˈdeːkaː]) este un partid politic din Ungaria social-democrat și social-liberal. Fondat în 2010 ca o facțiune a Partidului Socialist Maghiar (MSZP), Coaliția Democratică s-a desprins de MSZP pe 22 octombrie 2011 și a devenit un partid separat. Are în prezent 16 parlamentari în Adunarea Națională și doi eurodeputați în Parlamentul European.

## Istorie

### În cadrul Partidului Socialist
Pe 5 octombrie 2010, Ferenc Gyurcsány a anunțat conducerea Partidului Socialist (MSZP) că va fonda o platformă numită Coaliția Democratică în cadrul partidului. El a declarat că va organiza „o comunitate socială largă și deschisă pentru Democrații din 1989” și reprezentare politică pentru aceștia. Atmosfera la întâlnire a fost calmă, dar mai mulți oficiali ai partidului și-au exprimat dezacordul față de el. Planul, însă, a fost adoptat.
Coaliția Democratică și-a ținut ședința inaugurală la ora 14:00 în Parcul Szent István din sectorul XIII, pe 22 octombrie 2010. Între timp, vicepreședintele MSZP, András Balogh, a declarat pentru ziarul Népszava că partidul a avut rezultate slabe la alegeri din cauza mai multor greșeli, printre care incompetența lui Gyurcsány în timpul guvernării, abandonarea valorilor de stânga, automulțumirea și implicarea lui Gyurcsány în acte de corupție. Grupul fostului prim-ministru a devenit a șaptea platformă a MSZP.
Platformele din cadrul MSZP au organizat o dezbatere în mai 2011 cu privire la oportunitatea dezvoltării partidului ca o alianță între grupuri de stânga sau ca un partid colectiv care să primească grupuri și politicieni non-stângiști – o alternativă mai largă la partidul de guvernământ Fidesz. Ultima idee a fost susținută doar de Platforma Coaliției Democratice. Reprezentanții tuturor celor șapte platforme ale partidului au fost de acord că socialiștii nu au nevoie de un „șef”, un „Orbán al stângii”, ci de un lider de echipă. Acest lucru a fost declarat de István Hiller, șeful Platformei Social-Democrate, într-un interviu acordat reporterilor în timpul unei pauze a ședinței. El a respins ideea lui Gyurcsány de a îmbrățișa tendințele liberale și conservatoare, afirmând că modelul lui Gyurcsány ar face partidul disfuncțional.

### Noul partid
Pe 22 octombrie 2011, Gyurcsány a anunțat că părăsește Partidul Socialist Maghiar (MSZP) și că va înființa un nou grup parlamentar după ce va convinge numărul necesar de parlamentari să i se alăture. Noul partid, Coaliția Democratică, urma să fie o formațiune „occidentală, de stânga” cu zece parlamentari. Gyurcsány a făcut anunțul cu ocazia primei aniversări a înființării predecesoarei sale, Platforma Coaliției Democratice. El a declarat că a decis să părăsească MSZP deoarece partidul a eșuat în eforturile sale de transformare. Reprezentanții socialiști l-au condamnat vehement pe Gyurcsány, care semnase un angajament de a rămâne în partid săptămâna precedentă. În discursul său, Gyurcsány a calificat noua constituție drept „ilegitimă” și a insistat că membrii și șefii ramurilor independente ale statului, cum ar fi curtea constituțională și procurorul, „îl servesc exclusiv pe Viktor Orbán”.
Fostul Partid Democrat (Demokrata Párt) și-a schimbat numele în Coaliția Democratică (DK) și l-a ales pe Gyurcsány lider pe 6 noiembrie 2011. Într-o conferință de presă, Gyurcsány a anunțat că partidul reînnoit i-a ales pe Tamás Bauer, József Debreczeni, Csaba Molnár și Péter Niedermüller în funcția de vicepreședinți. Anunțul preciza că DK va fi „cel mai democratic partid” din Ungaria, toți membrii alegându-și oficialii direct la congresul partidului, adăugând că autoritatea fiecărui membru din prezidiul partidului, format din 12 membri, și a președintelui însuși vor fi practic aceeași. Noul partid a primit inițial peste 3.800 de cereri de înscriere.
Coaliției Democratice nu i s-a permis să formeze o nouă facțiune de partid decât în primăvara de după părăsirea MSZP, în baza deciziei Comisiei Constituționale și Procedurale a parlamentului din 7 noiembrie 2011. Conform regulamentului parlamentar, orice parlamentar care părăsește sau este exclus dintr-o facțiune de partid trebuie să candideze ca independent timp de șase luni înainte de a se alătura unei alte facțiuni. Cu toate acestea, în aprilie 2012, partidul de guvernământ Fidesz a aprobat un nou regulament al Camerei, care prevedea că era nevoie de 12 parlamentari – în loc de 10, conform regulamentului anterior – pentru a forma o facțiune, împiedicând astfel DK să formeze un grup parlamentar. Gyurcsány a descris acest lucru ca fiind „o răzbunare măruntă din partea prim-ministrului”. Csaba Molnár a declarat că ar putea duce problema la Curtea Constituțională și la forurile europene.

### Negocierile pentru cooperare din 2014
În septembrie 2013, MSZP a refuzat să semneze un acord electoral cu DK și Partidul Liberal Maghiar (MLP) al lui Gábor Fodor, deoarece ambele partide prezentau așteptări excesive în raport cu sprijinul lor electoral. Attila Mesterházy a declarat la un forum ținut la sediul partidului, difuzat de canalul de știri comercial ATV, că, pentru a câștiga alegerile de anul viitor, MSZP trebuie să câștige alegătorii indeciși. El a adăugat că consiliul politic al partidului a decis că o candidatură cu Gyurcsány ar ține la distanță alegătorii indeciși. Gyurcsány a spus că MSZP a propus în schimb alianțe în patru circumscripții electorale în loc de nouă, toate fiind imposibil de câștigat. În plus, aceștia ofereau fiecare loc 25 pe lista partidului lor și i-ar fi interzis lui Gyurcsány însuși să candideze fie individual, fie pe o listă. O altă solicitare a fost ca DK să nu prezinte o platformă proprie. Partidul nu putea accepta aceste condiții, a spus politicianul.
Pe 14 ianuarie 2014, partidele de opoziție de centru-stânga au convenit să prezinte o listă comună pentru alegerile generale din primăvara anului 2014. Lista era condusă de liderul MSZP, Attila Mesterházy, candidatul alianței de centru-stânga la funcția de prim-ministru. Mesterházy a fost urmat de Gordon Bajnai (Împreună 2014) pe locul al doilea și de Ferenc Gyurcsány pe locul al treilea. Liderul liberal Gábor Fodor a fost înscris pe locul patru și co-lider al alianței E14-PM și al Dialogului pentru Ungaria. Tímea Szabó a fost înscrisă pe locul cinci pe lista comună a MSZP, E2014-PM, DK și liberalilor. Liberalii au primit, de asemenea, două locuri suplimentare (56 și 58) pe listă. Partidul a câștigat în cele din urmă 4 locuri.
La alegerile europarlamentare din 2014, DK a obținut 9,75% din voturi, și a avut doi europarlamentari. Pe 26 mai 2014, Csaba Molnar a anunțat că DK a depus cererea de aderare la Alianța Progresistă a Socialiștilor și Democraților.

### Performanță independentă și opoziția unită
Partidul a candidat singur la alegerile parlamentare din 2018, primind 5,38% din voturi și alegând 9 candidați la Adunarea Națională.
La alegerile europarlamentare din 2019, DK a reușit un rezultat bun, obținând 16,08%, depășind MSZP și Jobbik și devenind principalul partid de opoziție. La alegerile locale din 2019, partidul a avut cea mai bună performanță în Tatabánya și în Budapesta, unde a câștigat 3 primării de sector.
În 2020, încă două funcții de primărie de sector în Budapesta au fost adăugate la DK după ce doi primari, aleși ca și candidați MSZP, s-au alăturat Coaliției Democratice. După aceasta, DK a devenit al doilea partid ca mărime din Adunarea Generală a Budapestei (după alianța Fidesz-KDNP) și cel mai mare partid din coaliția de opoziție, care guvernează la Budapesta.
La sfârșitul anului 2020, partidul a format coaliția electorală „Uniți pentru Ungaria” împreună cu Mișcarea Momentum, MSZP, Jobbik, Dialogul, LMP - Partidul Verde Maghiar și Liberalii.
În 2021, partidul a participat la alegerile primare ale coaliției. În cadrul acestora, și-a unit forțele cu liberalii, prezentând-o pe candidata principală a alegerilor pentru Parlamentul European din 2019, Klára Dobrev, drept prim-ministru. Candidatul DK-Liberal a câștigat o pluralitate de voturi în primul tur al alegerilor pentru candidatul coaliției la funcția de prim-ministru, Dobrev clasându-se pe primul loc cu 34,84% din voturi, iar candidații partidelor fiind selectați pentru a candida în 32 din cele 106 circumscripții uninominale. Dobrev a procedat apoi la un tur de scrutin împotriva candidatului independent Péter Márki-Zay, care a fost susținut de candidatul retras de pe locul doi, Gergely Karácsony,  Momentum, și MSZP. Márki-Zay a câștigat turul de scrutin cu 56,71% din voturi, față de 43,29% pentru Dobrev.
În octombrie 2022, partidul a devenit membru asociat al Partidului Socialiștilor Europeni.

## Poziții politice și afiliere internațională
Înainte de înființarea Coaliției Democratice, liderul acesteia, Ferenc Gyurcsány, a fost descris ca un susținător istoric al unei abordări politice a unei a treia cale și al liberalismului social, mandatul său de prim-ministru al Partidului Socialist Maghiar fiind marcat de implementarea măsurilor de austeritate. În manifestul său din 2013, DK a pledat pentru un model de economie socială de piață, descriind o economie de piață drept „fundamentul economic al libertății”, iar statul bunăstării și politica de ocupare a forței de muncă ca aducând securitate economică.
Pentru alegerile pentru Parlamentul European din 2019, DK a adoptat o poziție federalistă europeană, pledând pentru „Statele Unite ale Europei”. În campania sa, DK a susținut mai multe propuneri fiscale și de asistență socială de centru-stânga, inclusiv o pensie minimă la nivelul UE, un salariu minim și o alocație familială finanțate prin creșterea impozitării corporațiilor multinaționale, și integrarea politicilor europene de sănătate, combinând astfel pozițiile din ce în ce mai social-democrate cu sprijinul pentru integrarea europeană.
Coaliția Democratică se opune guvernului lui Viktor Orbán și modificărilor aduse sistemului electoral, sistemului judiciar și independenței presei în constituția maghiară din 2011, pe care Gyurcsány le-a descris ca fiind „ilegitime”.
Partidul este membru cu drepturi depline al Partidului Socialiștilor Europeni, iar europarlamentarii săi sunt membri ai Alianței Progresiste a Socialiștilor și Democraților (S&D). În urma alegerilor europarlamentare din 2019, Coaliția Democratică a respins invitația de a se alătura Alianței Liberalilor și Democraților pentru Europa și a ales să rămână în grupul S&D.

## Rezultate electorale

### Adunarea Națională
| Alegeri | Lider            | Circumscripție | Circumscripție | Lista partidului | Lista partidului | Locuri   | +/– | Statut   |
| Alegeri | Lider            | Voturi         | %              | Voturi           | %                | Locuri   | +/– | Statut   |
| ------- | ---------------- | -------------- | -------------- | ---------------- | ---------------- | -------- | --- | -------- |
| 2014    | Ferenc Gyurcsány | 1,317,879      | 26.85% (#2)    | 1,290,806        | 25.57% (#2)      | 4 / 199  | New | Opoziție |
| 2018    | Ferenc Gyurcsány | 348,176        | 6.33% (#4)     | 308,161          | 5.38% (#5)       | 9 / 199  | ▲ 5 | Opoziție |
| 2022    | Ferenc Gyurcsány | 1,983,708      | 36,90% (#2)    | 1,947,331        | 34.44% (#2)      | 15 / 199 | ▲ 6 | Opoziție |

1. ↑  A candidat ca Unitate.
2. ↑  A candidat ca Uniți pentru Ungaria.

### Parlamentul European
| Alegeri | Liderul listei | Voturi  | %          | Locuri | +/− | Grup europarlamentar |
| ------- | -------------- | ------- | ---------- | ------ | --- | -------------------- |
| 2014    | Csaba Molnár   | 226,086 | 9.75 (#4)  | 2 / 21 | New | S&D                  |
| 2019    | Klára Dobrev   | 557,081 | 16.05 (#2) | 4 / 21 | ▲ 2 | S&D                  |
| 2024    | Klára Dobrev   | 367,162 | 8.03 (#3)  | 2 / 21 | ▼ 2 | S&D                  |

1. ↑  A candidat ca Alianța DK–MSZP–Dialogul.

## Alegeri locale
- Angéla Németh – Sectorul al XV-lea din Budapesta (din 2018)
- József Tóth – Polgár (din 2014)
- Imre László – Sectorul al XI-lea din Budapesta (din 2019)
- Péter Niedermüller – Sectorul al VII-lea din Budapesta (din 2019)
- Ilona Szücsné Posztovics – Tatabánya (din 2019)
- László Kiss Dr - Sectorul al III-lea din Budapesta (din 2020)
- Sándor Szaniszló - Sectorul al XVIII-lea din Budapesta (din 2020)
- Norbert Trippon Dr - Sectorul al IV-lea din Budapesta (din 2024)
- Jácint Horváth - Nagykanizsa (din 2024)